# Puchar Zdobywców Pucharów (1984/1985)
XXV Puchar Europy Zdobywców Pucharów 1984/1985

(ang. European Cup Winners’ Cup)

## 1/16 finału
| University College Dublin – Everton F.C. 0:0 i 0:1 1 19.09 1984 2 02.10 1984 0:1 Sharp 10 |
| Internacionál Slovnaft Bratysława – FC Kuusysi 2:1 i 0:0 1 19.09 1984 0:1 Thömvall 4, 1:1 Brezik 42, 2:1 Moravec 65 2 04.10 1984 |
| Wisła Kraków – Íþróttabandalag Vestmannaeyja 4:2 i 3:1 1 19.09 1984 1:0 Wróbel 19, 2:0 Nawałka 20, 3:0 Banaszkiewicz 31, 3:1 Eliasson 40, 3:2 Georgsson 45k, 4:2 Banaszkiewicz 67 2 03.10 1984 1:0 Iwan 26, 2:0 Iwan 31, 3:0 Banaszkiewicz 75, 3:1 Georgsson 86 |
| Kjøbenhavns Boldklub – Fortuna Sittard 0:0 i 0:3 1 19.09 1984 2 03.10 1984 0:1 Holverda 35, 0:2 Hoyer 68, 0:3 Holverda 73 |
| AS Roma – Steaua Bukareszt 1:0 i 0:0 1 19.09 1984 1:0 Graziani 73 2 03.10 1984 |
| Wrexham – FC Porto 1:0 i 3:4 1 19.09 1984 1:0 Steel 72 2 03.10 1984 0:1 Gomes 5, 0:2 Magalhăes 18, 0:3 Gomes 38, 1:3 Wright 40, 2:3 Wright 42, 2:4 Futre 61, 3:4 Douglas 88                                                                                     |
| Trakija Płowdiw – Union Luxembourg 4:0 i 1:1 1 19.09 1984 1:0 Paszew 43, 2:0 Stojanow 63, 3:0 Georgijew 69, 4:0 Kostadinow 77 2 03.10 1984 1:0 Stojanow 15, 1:1 Thines 75                                                                                       |
| Bayern Monachium – Moss FK 4:1 i 2:1 1 19.09 1984 0:1 Kollshaugen 2, 1:1 Pflügler 31, 2:1 Pflügler 55, 3:1 Wohlfarth 69, 4:1 Nachtweih 77 2 03.10 1984 1:0 Wohlfarth 23, 2:0 M.Rummenigge 47, 2:1 Kollshaugen 85                                                |
| Dinamo Moskwa – Hajduk Split 1:0 i 5:2 1 19.09 1984 1:0 Argudiajew 10 2 03.10 1984 1:0 Gazzajew 8, 1:1 Deverić 40, 1:2 Zl.Vujović 50k, 2:2 Gazzajew 55, 3:2 Bułanow 68, 4:2 Gazzajew 77k, 5:2 Chapsalis 80 (mecz w Osijeku)                                     |
| Ballymena United – Ħamrun Spartans 0:1 i 1:2 1 19.09 1984 0:1 Xuereb 19 2 26.09 1984 1:0 Beatty 17, 1:1 Xuereb 43, 1:2 Xuereb 66 |
| APOEL FC – Servette FC 0:3 i 1:3 1 19.09 1984 0:1 Decastel 40, 0:2 Brigger 81, 0:3 Favre 85 2 03.10 1984 0:1 Kok 1, 0:2 Barberis 14, 0:3 Brigger 31, 1:3 Moores 82                                                                                              |
| Siófoki Bányász – AE Larisa 1:1 i 0:2 1 19.09 1984 0:1 Adamczyk 28, 1:1 Tieber 68 (mecz w Székesfehérvár) 2 03.10 1984 0:1 Kmiecik 30, 0:2 Valaoras 66 |
| Malmö FF – Dynamo Drezno 2:0 i 1:4 1 19.09 1984 1:0 Magnusson 44, 2:0 Magnusson 64 2 03.10 1984 0:1 Hafner 13k, 0:2 Minge 29, 0:3 Stübner 82, 0:4 Pilz 62, 1:4 Rönnberg 83                                                                                      |
| FC Metz – FC Barcelona 2:4 i 4:1 1 19.09 1984 0:1 Sonor 12s, 1:1 Kurbos 44, 1:2 Schuster 47, 1:3 Caldere 53, 1:4 Carrasco 64, 2:4 Rohr 87k 2 03.10 1984 0:1 Carrasco 33, 1:1 Kurbos 38, 2:1 Sánchez 39s, 3:1 Kurbos 56, 4:1 Kurbos 87                           |
| KAA Gent – Celtic F.C. 1:0 i 0:3 1 19.09 1984 1:0 Cordiez 80 2 03.10 1984 0:1 McGarvey 41, 0:2 McGarvey 62, 0:3 McStay 89 |
| Rapid Wiedeń – Beşiktaş JK 4:1 i 1:1 1 18.09 1984 0:1 Kovačević 11, 1:1 Panenka 12k, 2:1 Bručić 25, 3:1 Panenka 56, 4:1 Panenka 66k 2 03.10 1984 1:0 Kranjčar 15, 1:1 Metin 61                                                                                  |

## 1/8 finału
| Internacionál Slovnaft Bratysława – Everton F.C. 0:1 i 0:3 1 24.10 1984 0:1 Bracewell 6 2 07.11 1984 0:1 Sharp 12, 0:2 Stevens 44, 0:3 Heath 63 |
| Fortuna Sittard – Wisła Kraków 2:0 i 1:2 1 24.10 1984 1:0 Hoyer 21, 2:0 van Well 81 2 07.11 1984 1:0 Hoyer 1, Iwan 7k, 1:2 Wróbel 42 |
| AS Roma – Wrexham 2:0 i 1:0 1 24.10 1984 1:0 Pruzzo 36k, 2:0 Toninho Cerezo 50 2 07.11 1984 1:0 Graziani 68 |
| Bayern Monachium – Trakija Płowdiw 4:1 i 0:2 1 24.10 1984 1:0 Mładenow 8s, 2:0 Wohlfarth 20, 2:1 Georgijew 42, 3:1 Wohlfarth 76, 4:1 M.Rummenigge 73 2 07.11 1984 0:1 Paszew 38, Kostadinow 51k |
| Dinamo Moskwa – Ħamrun Spartans 5:0 i 1:0 1 24.10 1984 1:0 Gazzajew 6, 2:0 Karatajew 43, 3:0 Chapsalis 52, 4:0 Gazzajew 64, 5:0 Bułanow 86 2 07.11 1984 1:0 Czesnokow 12 |
| AE Larisa – Servette FC 2:1 i 1:0 1 24.10 1984 0:1 Kok 13, 1:1 Patsiavouras 43, 2:1 Kmiecik 65k 2 07.11 1984 1:0 Valaoras 61 |
| Dynamo Drezno – FC Metz 3:1 i 0:0 1 24.10 1984 0:1 Trautmann 9s, 1:1 Hämer 25, 2:1 Stübner 37, 3:1 Gütschow 51 2 07.11 1984 |
| Rapid Wiedeń – Celtic F.C. 3:1 i 1:0 1 24.10 1984 1:0 Pacult 43, 1:1 McClair 57, 2:1 Lainer 66, 3:1 Krankl 87 2 07.11 1984 0:1 McClair 32, 0:2 McLeod 45, 0:3 Burns 68 (mecz anulowany) 2 12.12 1984 1:0 Pacult 18 drugi mecz powórzony w Manchesterze (na stadionie Old Trafford) – w pierwszym meczu, zakończonym wygraną Celtiku 3:0 piłkarz Rapidu został uderzony przedmiotem rzuconym z trybun |

## 1/4 finału
| Everton F.C. – Fortuna Sittard 3:0 i 2:0 1 06.03 1985 1:0 A. Gray 48, 2:0 A. Gray 74, 3:0 A. Gray 76 2 20.03 1985 1:0 Sharp 19, 2:0 Reid 72                                                |
| Bayern Monachium – AS Roma 2:0 i 2:1 1 06.03 1985 1:0 Augenthaler 44, 2:0 D.Hoeness 77 2 20.03 1985 1:0 Matthäus 32k, 1:1 Nela 80, 2:1 Kögl 81                                             |
| AE Larisa – Dinamo Moskwa 0:0 i 0:1 1 06.03 1985 2 20.03 1985 0:1 Fomiczew 61 (mecz w Tbilisi)                                                                                             |
| Dynamo Drezno – Rapid Wiedeń 3:0 i 0:5 1 06.03 1985 1:0 Trautmarm 47, 2:0 Minge 57, 3:0 Kirsten 83 2 20.03 1985 0:1 Pacult 4, 0:2 Lainer 17, 0:3 Pacult 38, 0:4 Panenka 69k, 0:5 Krankl 78 |

## 1/2 finału
| Bayern Monachium – Everton F.C. 0:0 i 1:3 1 10.04 1985 2 24.04 1985 1:0 D.Hoeness 37, 1:1 Sharp 47, 1:2 A. Gray 73, 1:3 Steven 87                                 |
| Rapid Wiedeń – Dinamo Moskwa 3:1 i 1:1 1 10.04 1985 0:1 Karatajew 26k, 1:1 Lainer 68, 2:1 Krankl 70k, 3:1 Hrstić 73 2 24.04 1985 1:0 Panenka 5, 1:1 Pozdniakow 29 |

## Finał
| 15 maja 1985 Rotterdam De Kuip (38 500) Everton F.C. – Rapid Wiedeń 3:1 (0:0) Sędzia: Paolo Casarin (Włochy) Bramki: 1:0 Andy Gray 57, 2:0 Trevor Steven 72, 2:1 Hans Krankl 83, 3:1 Kevin Sheedy 85 Żółte kartki: Trevor Stevens / Herbert Weber Everton Football Club (trener Howard Kendall): Neville Southall (kapitan) – Gary Stevens, Pat van den Hauwe, Kevin Ratcliffe, Derek Mountfield, Peter Reid, Trevor Steven, Paul Bracewell, Kevin Sheedy, Andy Gray, Graeme Sharp Sportklub Rapid Wien (trener Otto Barić): Michael Konsel – Leo Lainer, Herbert Weber, Kurt Garger, Karl Brauneder, Peter Hrstić, Zlatko Kranjčar, Reinhard Kienast, Rudolf Weinhofer (67 Antonin Panenka), Peter Pacult (60 Hans Gröss), Hans Krankl (kapitan) |